# Aeroportul Sultan Syarif Kasim II
Aeroportul Sultan Syarif Kasim II (IATA: PKU, ICAO: WIBB) este un aeroport din Pekanbaru, Riau⁠(d), Indonezia ce deservește zona Pekanbaru. Aeroportul a fost tranzitat în 2018 de 4.135.762 de pasageri. A fost deschis în 1940.
Situat la o altitudine de 32 m, aeroportul dispune de o singură pistă. Este operat de Angkasa Pura⁠(d).